# Озеро на дне моря
«Озеро на дне моря» — советский рисованный мультипликационный фильм 1989 года, серия мультсериала «Подводные береты».

## Сюжет
Очередной фильм из серии о дельфинах. В этом фильме Павлова, Тристан, Генри и мальчик Микко находят на дне океана город, построенный таинственной древней цивилизацией. Открытия чудес подводного города, встреча с амбразурским террористом составляют сюжет фильма. Позднее вошёл в состав полнометражного мультфильма «Подводные береты».

## Создатели
| кинорежиссёр           | Александр Мазаев                                                                                                   |
| автор сценария         | Эдуард Успенский                                                                                                   |
| художники-постановщики | Наталья Демидова, Сергей Тюнин, Юрий Мещеряков                                                                     |
| художники-аниматоры    | Александр Дорогов, Александр Панов, Александр Мазаев, Юрий Мещеряков                                               |
| кинооператор           | Александр Чеховский                                                                                                |
| композитор             | Тодд Хайен, Филипп Кольцов                                                                                         |
| звукооператор          | Владимир Кутузов                                                                                                   |
| роли озвучивали        | Евгений Стеблов, Семён Фарада, Татьяна Догилева, Екатерина Краснобаева, Василий Ливанов, Лев Шабарин, Ефим Кациров |
| редактор               | Елена Никиткина |

## О мультфильме
В конце 80-х начались перемены — в стране, в кино и на «Союзмультфильме». Владимир Тарасов пытался вписаться в новую реальность, работая над амбициозным и новым для того времени проектом — совместной постановкой сериала в жанре «экшн» о приключениях спецназовцев-дельфинов с американской и советской военных баз. Это были первые фильмы не о военном противостоянии, а о солдатском братстве русских и американских «беретов». Как и многие другие попытки советской мультипликации вписаться в рыночную ситуацию на рубеже десятилетий, проект продолжения не имел. Хотя четыре серии «Счастливого старта» (1989—1990) и сделанный на их основе полнометражный фильм «Подводные береты» (1991) на экраны вышли и изредка появляются на телеканалах…— Наталия Венжер